# 良円 (天台宗)
良円（りょうえん、永観元年（983年） - 永承5年（1050年）7月）は、平安時代中期の天台宗僧侶。右大臣藤原実資の庶子。
母親については、宮仕えをしていた女性であると『大鏡』に載せられており、藤原朝成の縁者とする説もあるが不詳。母親の出自によるものか、小野宮家の後継者とはみなされておらず、永祚元年（989年）に7歳にして延暦寺の慶円（実資の母方伯父）の元に預けられた。その後、出家して内供に補される。長和4年（1015年）、大僧正となっていた慶円は自分の辞任と引き換えに良円の律師就任を申請したが、慶円と不仲であった藤原道長が反対したため実現しなかった。4年後に同様の申請を行って藤原頼通の許可を得るが、またも道長の反対によりまたも見送られた。寛仁3年12月9日（1020年1月6日）作成された実資の処分状にて良円の異母妹千古に財産を継承させるために「道俗子等一切不可口入」を宣言しているが、この「道俗」とは良円（＝道）と養嗣子資平（＝俗）のことと考えられている。道長没後の長元元年（1028年）に漸く権律師となり、翌年法性寺東北院別当となる。更に長元6年（1033年）には権少僧都に任ぜられた。ところが、長暦2年（1038年）、天台座主に園城寺明尊が任ぜられたことから勃発した「山相論」において、頼通から延暦寺大衆の説得を期待された良円は説得に失敗したのみならず、翌年には彼らに擁されて頼通の高倉殿に大衆3千人と強訴する事件を引き起こして罪に問われる。これによって、事実上失脚して権少僧都のまま病没した。